# Metrolinie 2 (Montreal)
| Streckenlänge: | 30,0 km               |  |  |  |                         |                      |
| Spurweite: | 1435 mm (Normalspur)  |  |  |  |                         |                      |
| Stromsystem: | 750 =                 |  |  |  |                         |                      |
| |                       |  |  |  |                         |                      |
| \| \| \| \| \| \| Kehr- und Abstellanlage \| \| \| \| \| \| \| \| Montmorency \| \| \| \| \| \| \| \| De La Concorde (exo) \| \| \| \| \| \| \| \| De La Concorde \| \| \| \| \| \| \| \| Cartier \| \| \| \| \| \| \| \| Rivière des Prairies \| \| \| \| \| \| \| \| Abstellanlage \| \| \| Kehranlage \| \| \| \| \| \| \| \| Côte-Vertu \| Côte-Vertu \| \| \| \| Henri-Bourassa \| Henri-Bourassa \| \| Du Collège \| Du Collège \| \| \| \| Sauvé \| Sauvé \| \| \| \| \| \| \| \| \| \| De La Savane \| De La Savane \| \| \| \| Hauptwerkstätte \| Hauptwerkstätte \| \| Namur \| Namur \| \| \| \| Plateau d’Youville \| Plateau d’Youville \| \| \| \| \| \| \| Crémazie \| \| \| Plamondon \| Plamondon \| \| \| \| Jarry \| Jarry \| \| Côte-Sainte-Catherine \| Côte-Sainte-Catherine \| \| \| \| Jean-Talon \| Jean-Talon \| \| Snowdon \| Snowdon \| \| \| \| Beaubien \| Beaubien \| \| zur Linie 5 \| zur Linie 5 \| \| \| \| Rosemont \| Rosemont \| \| Villa-Maria \| \| \| \| \| \| \| \| Vendôme \| Vendôme \| \| \| \| Laurier \| Laurier \| \| Vendôme (AMT) \| Vendôme (AMT) \| \| \| \| Mont-Royal \| Mont-Royal \| \| Place-Saint-Henri \| Place-Saint-Henri \| \| \| \| Sherbrooke \| Sherbrooke \| \| Lionel-Groulx \| Lionel-Groulx \| \| \| \| Berri-UQAM \| Berri-UQAM \| \| zur Linie 1 \| zur Linie 1 \| \| \| \| zur Linie 1 \| zur Linie 1 \| \| Georges-Vanier \| Georges-Vanier \| \| \| \| Champ-de-Mars \| Champ-de-Mars \| \| Lucien-L’Allier \| Lucien-L’Allier \| \| \| \| Place-d’Armes \| Place-d’Armes \| \| Bonaventure \| Bonaventure \| \| \| \| Square-Victoria–OACI \| Square-Victoria–OACI \| \| \| \| \| \| \| Mont-Royal-Tunnel \| \| |                       |  |  |  |                         |                      |
| |                       |  |  |  | Kehr- und Abstellanlage |                      |
| |                       |  |  |  | Montmorency             |                      |
| |                       |  |  |  | De La Concorde (exo)    |                      |
| |                       |  |  |  | De La Concorde          |                      |
| |                       |  |  |  | Cartier                 |                      |
| |                       |  |  |  | Rivière des Prairies    |                      |
| |                       |  |  |  | Abstellanlage           |                      |
| Kehranlage |                       |  |  |  |                         |                      |
| Côte-Vertu | Côte-Vertu            |  |  |  | Henri-Bourassa          | Henri-Bourassa       |
| Du Collège | Du Collège            |  |  |  | Sauvé                   | Sauvé                |
| |                       |  |  |  |                         |                      |
| De La Savane | De La Savane          |  |  |  | Hauptwerkstätte         | Hauptwerkstätte      |
| Namur | Namur                 |  |  |  | Plateau d’Youville      | Plateau d’Youville   |
| |                       |  |  |  | Crémazie                |                      |
| Plamondon | Plamondon             |  |  |  | Jarry                   | Jarry                |
| Côte-Sainte-Catherine | Côte-Sainte-Catherine |  |  |  | Jean-Talon              | Jean-Talon           |
| Snowdon | Snowdon               |  |  |  | Beaubien                | Beaubien             |
| zur Linie 5 | zur Linie 5           |  |  |  | Rosemont                | Rosemont             |
| Villa-Maria |                       |  |  |  |                         |                      |
| Vendôme | Vendôme               |  |  |  | Laurier                 | Laurier              |
| Vendôme (AMT) | Vendôme (AMT)         |  |  |  | Mont-Royal              | Mont-Royal           |
| Place-Saint-Henri | Place-Saint-Henri     |  |  |  | Sherbrooke              | Sherbrooke           |
| Lionel-Groulx | Lionel-Groulx         |  |  |  | Berri-UQAM              | Berri-UQAM           |
| zur Linie 1 | zur Linie 1           |  |  |  | zur Linie 1             | zur Linie 1          |
| Georges-Vanier | Georges-Vanier        |  |  |  | Champ-de-Mars           | Champ-de-Mars        |
| Lucien-L’Allier | Lucien-L’Allier       |  |  |  | Place-d’Armes           | Place-d’Armes        |
| Bonaventure | Bonaventure           |  |  |  | Square-Victoria–OACI    | Square-Victoria–OACI |
| |                       |  |  |  | Mont-Royal-Tunnel       |                      |

Die Linie 2, auch „Orange Linie“ (französisch Ligne orange) genannt, ist eine von vier U-Bahn-Linien der Metro Montreal. Sie ist 30,0 km lang und zählt 31 Stationen. In Betrieb genommen wurde sie etappenweise in den Jahren 1966 bis 2007.
Die U-förmige Linie verläuft von Laval zunächst südostwärts ins Stadtzentrum von Montreal, danach südwestwärts und schließlich nordwestwärts. In Laval wird der Stadtteil Laval-des-Rapides erschlossen, in Montreal verläuft die U-Bahn-Linie durch die Arrondissements Ahuntsic-Cartierville, Villeray–Saint-Michel–Parc-Extension, Rosemont–La Petite-Patrie, Le Plateau-Mont-Royal, Ville-Marie, Le Sud-Ouest, Côte-des-Neiges–Notre-Dame-de-Grâce und Saint-Laurent. Umsteigemöglichkeiten bestehen an den Stationen Jean-Talon und Snowdon zur Linie 5 (Blaue Linie), an der Station Berri-UQAM zur Linie 1 (Grüne Linie) und zur Linie 4 (Gelbe Linie) sowie an der Station Lionel-Groulx nochmals zur Linie 1.

## Geschichte
Am 14. Oktober 1966 wurde das Teilstück zwischen den Stationen Henri-Bourassa und Place-d’Armes eröffnet, das somit zum Grundnetz der Metro gehört. Die Fertigstellung kleinerer Abschnitte verzögerte sich um einige Monate. Am 6. Februar 1967 folgte die Verlängerung von Place-d’Armes nach Square-Victoria–OACI, eine Woche später von dort nach Bonaventure.
Bereits damals war vorgesehen, die Strecke weiter nach Nordwesten zu verlängern, doch massive Kostenüberschreitungen bei den Vorbereitungen für die Olympischen Sommerspiele 1976 führten zu mehrjährigen Verzögerungen. Um Kosten zu sparen, strich man beim Westast drei geplante Stationen (Poirier, Bois-Franc, De Salaberry) und eine Betriebswerkstatt am Streckenende. Der Westast wurde in den 1980er Jahren in mehreren Etappen in Betrieb genommen. Den Anfang machte am 28. April 1980 das Teilstück Bonaventure – Place-Saint-Henri. Von dort aus wurde die Strecke am 7. September 1981 nach Snowdon verlängert, am 4. Januar 1982 bis Côte-Sainte-Catherine, am 29. Juni 1982 bis Plamondon, am 9. Januar 1984 bis Du Collège und schließlich am 27. Oktober 1986 bis zur westlichen Endstation Côte-Vertu.
Nach einer Unterbrechung von über zwei Jahrzehnten wurde der Ostast über Henri-Bourassa hinaus um drei Stationen verlängert. Diese liegen alle in der Stadt Laval und auf der Île Jésus. Die Eröffnung dieses 5,2 km langen Teilstücks erfolgte am 28. April 2007.

## Ausbauplanungen
Mittelfristig soll die orange Linie von Côte-Vertu aus weiter in Richtung Nordwesten verlängert werden. Diese Verlängerung dürfte zwei neue Stationen umfassen, Poirier und Bois-Franc. Bei letzterer entstünde eine Verkehrsdrehscheibe mit dem bereits bestehenden Bahnhof der REM-Strecke nach Deux-Montagnes.
Gilles Vaillancourt, der Bürgermeister von Laval, schlug 2007 vor, die beiden Enden der orangen Linie miteinander zu verbinden. Dadurch entstünde eine Ringlinie mit sechs zusätzlichen Stationen (je drei in Montreal und Laval). 2011 stellte Vaillancourt das Stadtentwicklungsprogramm ÉvoluCité vor, zu dem explizit der Ausbau der Metro in der Stadt Laval gehört. Geplant sind der Lückenschluss zu einer Ringlinie sowie ein kurzer Abzweig in nördlicher Richtung zum Einkaufszentrum Carrefour Laval.